# St.-Josef-Stift Sendenhorst

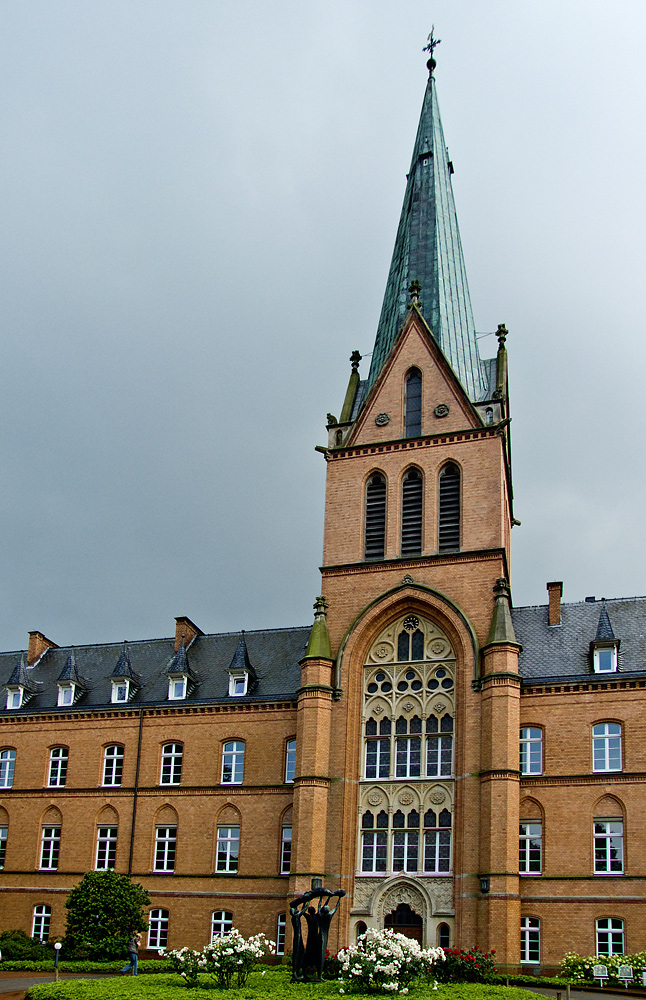
Kirchturm des St.-Josef-Stifts Sendenhorst

Das St.-Josef-Stift Sendenhorst ist ein Krankenhaus in der Kleinstadt Sendenhorst bei Münster (Westfalen). Es wurde 1889 als allgemeines Krankenhaus eröffnet, 1960 in eine Fachklinik für Orthopädie und 1980 in eine Rheumaklinik umgewandelt.

## Geschichte
Gestiftet wurde das Krankenhaus von Josef Spithöver (1813–1892), einem aus Sendenhorst stammenden Buchbinder, Buchhändler und Kunsthändler, der in Rom ein Vermögen erarbeitet hatte. Das Gebäude entwarf der Architekt Wilhelm Rincklake im Stil eines barocken Schlosses mit neugotischen Elementen und einem mächtigen Kirchturm in der Mitte. Spithöver gab 362.000 Goldmark für den Bau und weitere 300.000 Goldmark als Stiftungsvermögen, damit bedürftige Sendenhorster kostenlos behandelt und gepflegt werden konnten. Er stellte das Krankenhaus unter den Schutz seines Namenspatrons, des hl. Josef, und der hl. Elisabeth. Die Krankenpflege übernahmen Mauritzer Franziskanerinnen. Sie waren bis 2021 im St.-Josef-Stift tätig.